# Сеймур-Мур, Генри Фрэнсис, 3-й маркиз Дрохеда
Генри Фрэнсис Сеймур Мур, 3-й маркиз Дрохеда (англ. Henry Francis Seymour Moore, 3rd Marquess of Drogheda; 14 августа 1825 — 29 июня 1892) — ирландский пэр. Он носил титул учтивости — виконт Мур с 1825 по 1837 год.

## Ранняя жизнь
Родился 14 августа 1825 года. Единственный сын лорда Генри Сеймура Мура (1774—1825), младшего сына фельдмаршала Чарльза Мура, 1-го маркиза Дрохеда (1730—1822), и достопочтенной Мэри Парнелл (? — 1881), дочери 1-го барона Конглтона. Его отец умер через несколько дней после его рождения в августе 1825 года. Его мать в 1830 году снова вышла замуж за Эдварда Генри Коула из Твикенема (внука 12-го графа Дерби), от которого у неё родилось ещё двое детей.
Он получил образование в Итонском колледже и в Тринити-колледже в Дублине, где в 1845 году получил степень бакалавра искусств.

## Карьера
6 февраля 1837 года после смерти своего сумасшедшего и бездетного дяди, Эдварда Мура, 2-го маркиза Дрохеды (1770—1837), Генри Мур унаследовал титулы 3-го маркиза Дрохеда (Пэрство Ирландии), 8-го графа Дрохеды (Пэрство Ирландии), 10-го барона Мура из Меллефонта в графстве Лут (Пэрство Ирландии), 10-го виконта Мура из Дроэды (Пэрство Ирландии) и 3-го барона Мура из Мур-Плейс в графстве Кент (Пэрство Соединённого королевства), став членом Палаты лордов Великобритании.
Ему принадлежало 19 000 акров земли .
Лорд Дроэда был назначен членом Тайного совета Ирландии в 1858 году, получил чин почётного полковника 3-го батальона Королевских дублинских фузилёров. Вице-адмирал Ленстера.
В феврале 1868 года ему был пожалован Орден Святого Патрика. Лорд-лейтенант графства Килдэр с 1874 по 1892 год.

## Личная жизнь
25 августа 1847 года в Лондоне лорд Дроэда женился на Достопочтенной Мэри Стюарт-Уортли-Маккензи (17 октября 1826 — 2 апреля 1896), дочери Джона Стюарта-Уортли, 2-го барона Уорнклиффа, и его жены леди Джорджианы Элизабет Райдер. Их брак оказался бездетным.
Лорд Дроэда скончался 29 июня 1892 года в возрасте 66 лет в Лондоне. После его смерти титулы маркиза Дроэда (Пэрство Ирландии) и барона Мура (Пэрство Соединённого королевства) прервались, а все остальные титулы унаследовал его двоюродный брат, Понсонби Уильям Мур, 9-й граф Дроэда.